# Dicaelotus cariniscutis
Dicaelotus cariniscutis là một loài tò vò trong họ Ichneumonidae.